# درام‌موین، نیوساوت ولز
درام‌موین (به انگلیسی: Drummoyne) یک حومه شهر در استرالیا است که در نیو ساوت ولز واقع شده‌است.